# Maighelsgletscher
Der Maighelsgletscher (rätoromanisch Glatscher da Maighels) ist ein Alpen-Gletscher in der westlichsten Ecke des Kantons Graubünden in der Schweiz. Er liegt am Nordwestabhang des Piz Ravetsch (3007 m ü. M.) und seines Nebengipfels Piz Borel (2952 m ü. M.) im hinteren Val Maighels auf dem Gebiet der Gemeinde Tujetsch in der Surselva.
Der kleine Gletscher ist durch einen Felskamm in zwei Teile getrennt. Vor rund 100 Jahren waren die beiden Teile im unteren Bereich hingegen noch verbunden. Der östliche Teil ist etwas grösser und länger, vergleiche die untenstehende Tabelle. Wie alle anderen Gletscher der Region ist auch am Maighelsgletscher ein weitergehender deutlicher Rückgang zu erkennen. Der Maighelsgletscher wird jedoch nicht laufend beobachtet oder vermessen.
Die beiden Gletscherzungen speisen den Rein da Maighels, einen der Quellflüsse des Vorderrheins.
Der Gletscher kann durchs Val Maighels einfach von Tschamut und der Maighelshütte aus erreicht und im Winter mit Tourenskiern befahren werden.

## Wichtige Kennzahlen für die beiden Gletscherzungen
| Gletscher | 1850 | 1973  | Verlust 1850–1973 |
| --------- | ---- | ----- | ----------------- |
| Ostteil   | 1,28 | 0,705 | 0,576             |
| Westteil  | 0,85 | 0,444 | 0,406             |

| Gletscher | 1850 | 1973 | Rückzug 1850–1973 |
| --------- | ---- | ---- | ----------------- |
| Ostteil   | 2,4  | 1,7  | 0,7               |
| Westteil  | 1,9  | 1,0  | 0,9               |

| Gletscher | 1850 | 1973 | Verlagerung 1850–1973 |
| --------- | ---- | ---- | --------------------- |
| Ostteil   | 2305 | 2460 | 155                   |
| Westteil  | 2360 | 2520 | 160                   |

| Gletscher | 1850 | 1973 |
| --------- | ---- | ---- |
| Ostteil   | 530  | 410  |
| Westteil  | 450  | 440  |

| Gletscher | 1850 (km³) | 1973 (km³) | Verlust 1850–1973 (%) |
| --------- | ---------- | ---------- | --------------------- |
| Ostteil   | 0,0353     | 0,0164     | 54                    |
| Westteil  | 0,0208     | 0,0091     | 44                    |

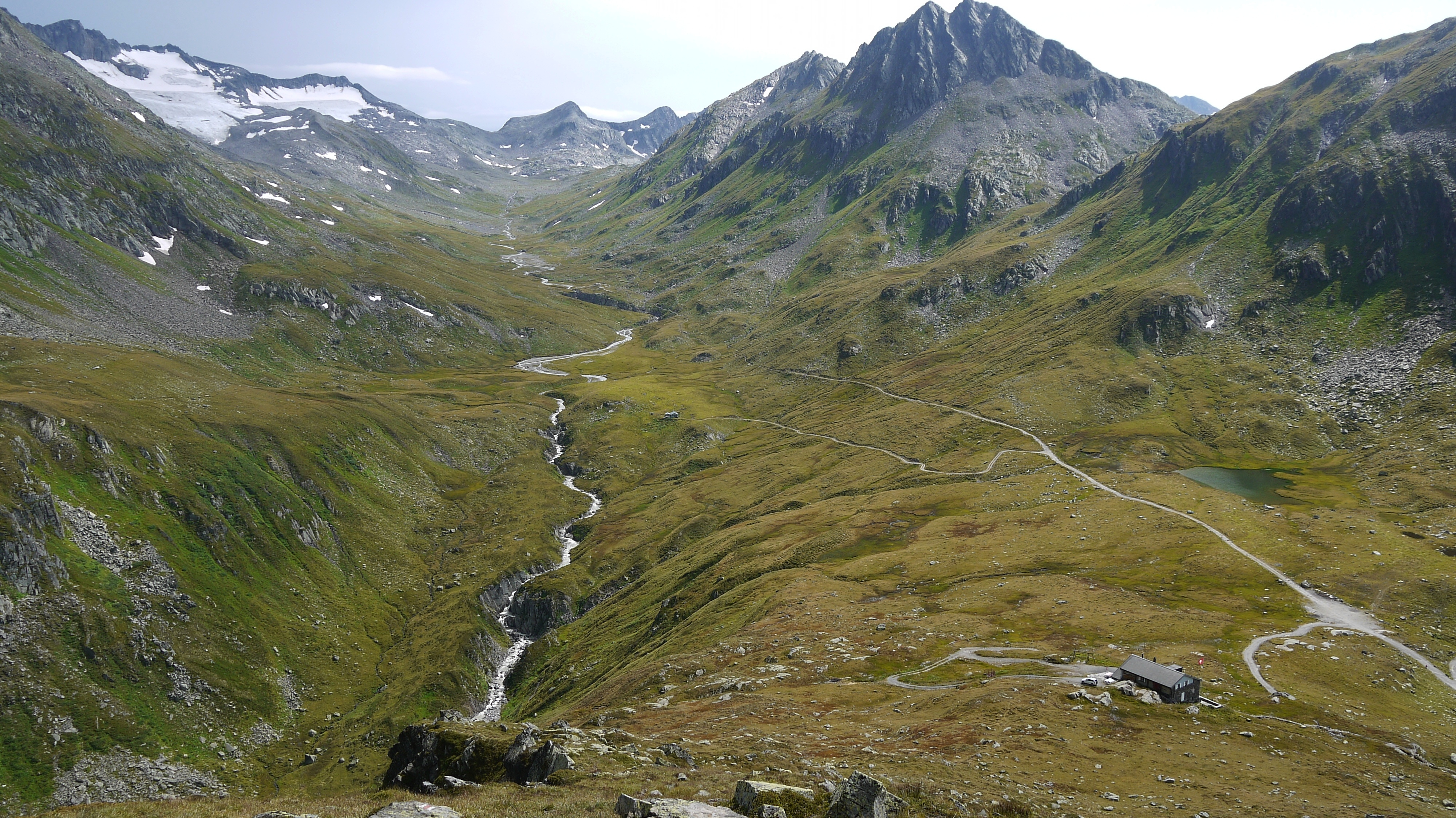
Val Maighels mit Gletscher im Hintergrund (2011)
Der Gletscher auf einer Aufnahme von 1967